# Марко Пецарски
Марко Пецарски (Хихон, 12. фебруар 2000) српски је кошаркаш. Игра на позицији крилног центра, а тренутно наступа за турску Дарушафаку. Његов отац Мирослав је такође био кошаркаш.

## Каријера

### Клупска
Марко Пецарски је рођен у шпанском Хихону, где је његов отац Мирослав играо у то време кошарку. Одрастао је у Београду. У млађим категоријама Марко је играо за Земун да би касније прешао у Мега Лекс. У дресу Меге је забележио и свој сениорски деби, 2. маја 2016. године против Црвене звезде у Јадранској лиги. Провео је на терену два минута и забележио исто толико поена у поразу свог тима 61:49. У јануару 2017. је потписао за Бајерн Минхен. Тамо је играо за Бајернов други тим у трећој лиги Немачке.
У септембру 2017. је потписао трогодишњи уговор са Партизаном. Са црно-белима је освојио два Купа Радивоја Кораћа – 2018. и 2019. године. Незадовољан минутажом коју је имао у Партизану, Пецарски је у септембру 2019. званично раскинуо уговор са клубом и одмах затим прешао у ФМП. У јулу 2021. је споразумно раскинуо уговор са екипом ФМП-а. За сезону 2021/22. је потписао уговор са Борцем из Чачка.
У августу 2022. је потписао за Морнар из Бара. Након сезоне у Морнару прешао је у турског прволигаша Мекерзефенди – Денизли.

### Репрезентативна
Са репрезентацијом Србије до 18 година освојио је 2017. златну медаљу на Европском првенству у Словачкој. Годину дана касније је поновио исти успех, с тим што је овога пута био и најкориснији играч првенства.
Током лета 2019. године био је члан репрезентације Србије која је заузела седмо место на Светском првенству до 19 година, као и селекције до 20 година која је на Европском првенству била претпоследња. На тим турнирима бележио је 22,1 поен и 8,6 скокова, односно 18,8 поена и 8,8 скокова.

## Успеси

### Клупски
- Партизан:
  - Куп Радивоја Кораћа (2): 2018, 2019.

### Репрезентативни
- Европско првенство до 18 година:  2017, 2018.

### Појединачни
- Најкориснији играч Европског првенства до 18 година (1): 2018.